# Апостол (фільм, 2018)
«Апостол» (англ. Apostle) — фільм жахів режисера Гарета Еванса. Світова прем'єра стрічки відбулась на «Fantastic Fest» 21 вересня 2018 року.

## Сюжет
У 1905 році Томас Річардсон подорожує на віддалений валлійський острів, щоб врятувати свою сестру, Дженніфер, викрадену таємничим культом. Томас навернувся в культ, приїжджає і зустрічається з лідером Малкольмом Хоу, який заснував віру з двома іншими засудженими, Френком і Квінном. Вони стверджують, що раніше пустельний острів був родючим. Для покращення врожайності прихильники використовують кров як тварин так і свою, але останнім часом це не допомагає. Томас змушує Джеремі визнати, що Дженніфер, якого Малкольм представляє членам культу як захопленого шпигуна, була викрадена для викупу, оскільки культ не має ресурсів, щоб платити за безперервні жертви тварин, необхідні для підтримки родючості острова.
Малкольм підозрює вивідувача серед новачків. Один з чоловіків намагається вбити Малькольма, але Томас втручається й отримує сильні поранення. Малкольм обіцяє, що його вірність буде винагороджена. Тієї ж ночі Малькольм проходить через село з Дженніфер, стверджуючи, що вона зрадник і буде вбита, якщо її змовниця не вийде. Томас підходить до тунелю під будинком Малькольма і тікає від старійшини, яка переслідує його. Йому вдається заховатися в печері. Малкольм відвідує сарай, де старенька, яка є божеством острова, ув'язнена в коріннях дерев; він дорікає їй за те, що вона з'явилася перед Томасом перед тим, як годувати своєю кров'ю землю, змушуючи її розквітати.
Ффіон зізнається Джеремі у своїй вагітності. Пара вирішує втекти. Про їхній план дізнався Квінн, який в гніві вбиває Ффіону, а використавши ритуал очищення забирає життя і в Джеремі. Квінн заявляє, що Малькольм є фальшивим пророком і вимагає, щоб він довів протилежне, вбивши Томаса. Френк, розлючений смертю свого сина, атакує Квінна, дозволяючи Томасу втекти. Френк і Томас забігають в місце, де тримають божество. Френка вбивають. Томас отямлюється прикутим гачками. Йому вдається звільнитися.
Томас відстежує Квінна з полоненими. Вони вбивають Квінна, але Томас отримує кілька ударів ножем. Дженніфер й Андреа втікають на човні. Томаса знаходить поранений Малькольмом, кров якого живить землю.

## У ролях
| Актор            | Роль                |
| ---------------- | ------------------- |
| Ден Стівенс      | Томас Річардсон     |
| Майкл Шин        | Малкольм Хау        |
| Люсі Бойнтон     | Андреа Хау          |
| Пол Гіггінс      | Френк               |
| Крістін Фросет   | Ффіон               |
| Білл Мілнер      | Джеремі             |
| Марк Льюїс Джонс | Квінн               |
| Елен Різ         | Дженніфер Річардсон |

## Створення фільму

### Виробництво
Зйомки фільму почались у квітні 2017 року. Більша частина зйомок проходила в Ніт-Порт-Толботі, Уельс.

### Знімальна група
- Кінорежисер — Гарет Еванс
- Сценарист — Гарет Еванс
- Кінопродюсер — Гарет Еванс, Ед Талфан, Арам Терцакян
- Композитор — Арія Прайогі, Фаджар Юскемал
- Кінооператор — Метт Фленнері
- Кіномонтаж — Гарет Еванс
- Художник-постановник — Том Пірс
- Артдиректор — Карвін Еванс, Дейв Тремлетт
- Художник-декоратор — Сью Джексон-Поттер
- Художник-костюмер — Джейн Спайсер
- Підбір акторів — Луїс Кросс[4]

## Сприйняття

### Критика
Фільм отримав змішані відгуки. На сайті Rotten Tomatoes оцінка стрічки становить 78 % на основі 60 відгуків від критиків (середня оцінка 6,7/10) і 55 % від глядачів із середньою оцінкою 3,2/5 (948 голосів). Фільму зарахований «свіжий помідор» від кінокритиків та «розсипаний попкорн» від глядачів, Internet Movie Database — 6,3/10 (25 819 голосів), Metacritic — 52/100 (19 відгуки критиків) і 6,3/10 (60 відгуків від глядачів).

### Номінації та нагороди
| Нагороди та номінації фільму «Апостол» | Нагороди та номінації фільму «Апостол» | Нагороди та номінації фільму «Апостол» | Нагороди та номінації фільму «Апостол» | Нагороди та номінації фільму «Апостол» | Нагороди та номінації фільму «Апостол» |
| Рік                                    | Кінофестиваль/кінопремія               | Категорія/нагорода                     | Номінант                               | Результат                              |                                        |
| -------------------------------------- | -------------------------------------- | -------------------------------------- | -------------------------------------- | -------------------------------------- | -------------------------------------- |
| 2018                                   | «Fright Meter»                         | Найкращий актор                        | Ден Стівенс                            | Номінація                              |                                        |
| 2018                                   | «Fright Meter»                         | Найкращий актор другого плану          | Майкл Шин                              | Номінація                              |                                        |
| 2018                                   | «Fright Meter»                         | Найкращий дизайн костюмів              | Джейн Спайсер                          | Номінація                              |                                        |
| 2018                                   | Кінофестиваль у Сіджасі                | Найкращий фільм                        | Гарет Еванс                            | Номінація                              |                                        |